# Pianu
Pianu é uma comuna romena localizada no distrito de Alba, na região histórica da Transilvânia. A comuna possui uma área de 115.00 km² e sua população era de 3543 habitantes segundo o censo de 2002.